# Droga wojewódzka 605
Die Droga wojewódzka 605 (DW605) ist eine neun Kilometer lange Droga wojewódzka (Woiwodschaftsstraße) in der Woiwodschaft Pommern in Polen. Die Strecke in den Powiaten Sztumski und Kwidzyński verbindet die drei weitere Woiwodschaftsstraßen.

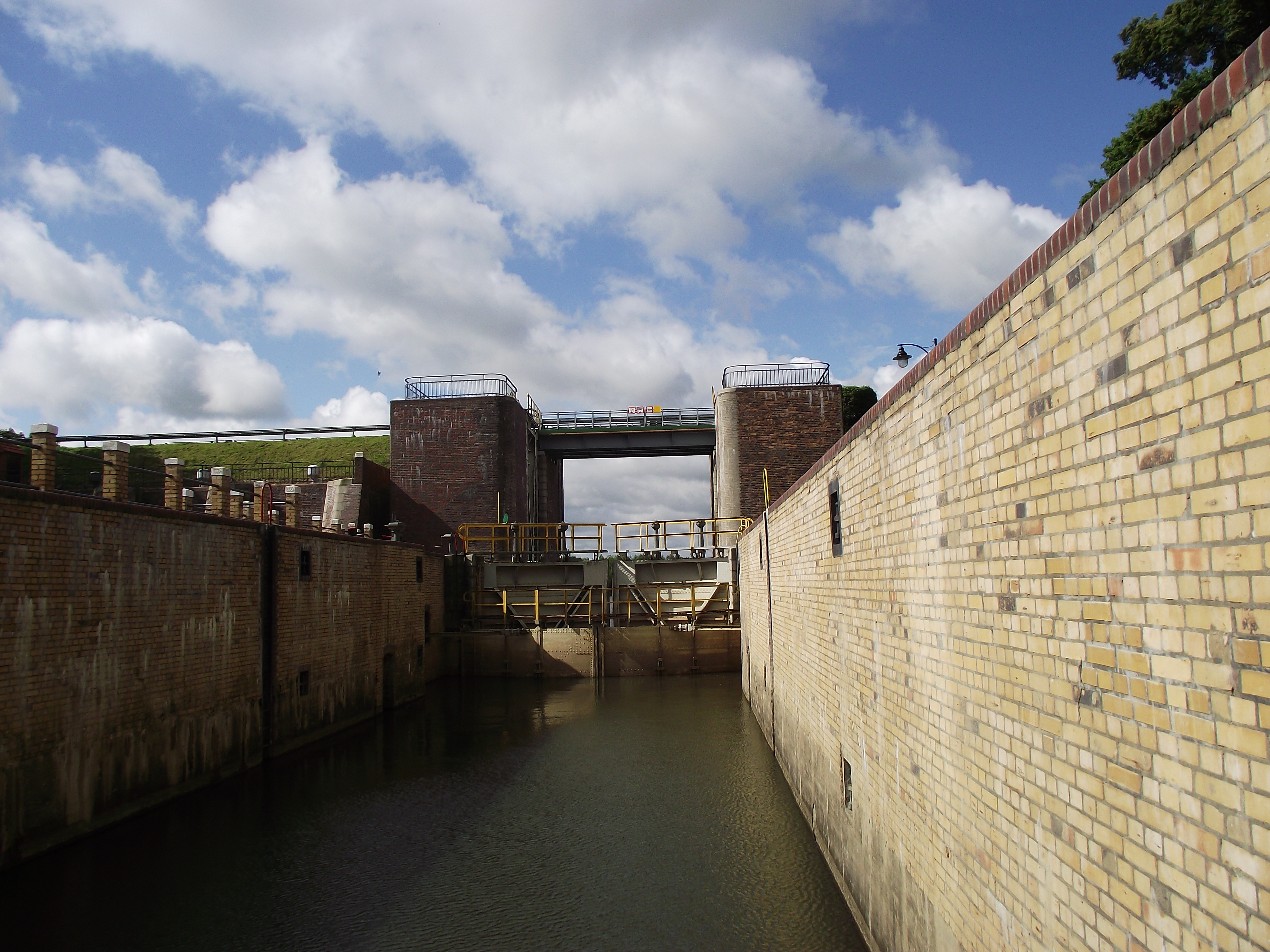
Brücke der DW605 über die Nogat-Schleuse

Die Straße beginnt im Ort Piekło (deutsch Pieckel, 1942–1945 Nogathaupt) und verläuft in annähernd südlicher Richtung auf dem östlichen Ufer der Weichsel. Vor Biała Góra (Weißenberg) wird die denkmalgeschützte Nogat-Schleuse überquert. Hinter dieser zweigt die Woiwodschaftsstraße DW603 nach Sztum (Stuhm) ab. Diese quert hier die Schleuse der Liwa (Liebe). Nördlich des Abzweigs der Nogat befindet sich die Mątowski Cypel (Montauer Spitze).
Nach weiteren zwei Kilometern mündet die DW606 von Benowo (Bönhof) ein. Über Jarzębina (Schulwiese) wird Rudniki (Rudnerweide) erreicht, wo die DW605 in die Woiwodschaftsstraße DW525 einmündet.

## Streckenverlauf
Woiwodschaft Pommern, Powiat Sztumski
-  Piekło
-  vor Biała Góra, Brücke über die Nogat
-  Biała Góra (DW603)

Woiwodschaft Pommern, Powiat Kwidzyński
-  westlich Benowo (DW606)
-  Jarzębina
-  Rudniki (DW525)